# نقطة تحول (مسلسل)
نقطة تحول مسلسل درامي اجتماعي كويتي من إنتاج قناة الراي. من بطولة الفنانين إبراهيم الحربي وإبراهيم الزدجالي وعبير الجندي وأحمد السلمان وباسمة حمادة وسعود الشويعي وأحمد مساعد وبدر الشرقاوي و غالية الكاشف و شيماء علي و رامي عبد الله و مي عبد الله و مي البلوشي و علي أحمد و فارس عاشور و فواز الجابر و عادل الفريح تأليف فداء أحمد وإخراج ألبيلي أحمد.

## قصة المسلسل
إبراهيم الحربي محامي يحاول إثبات براءة موكله في قضية قتل ويصر على أن موكله بريء في حين أن إبراهيم الزدجالي يصر على العكس فيحاولا بذل كل ما في وسعهما للعثور على الحقيقة.

## روابط إضافية
صفحة المسلسل على السينما